# Emblyna ardea
Emblyna ardea là một loài nhện trong họ Dictynidae.
Loài này thuộc chi Emblyna. Emblyna ardea được Ralph Vary Chamberlin & Willis J. Gertsch miêu tả năm 1958.